# Blackjack

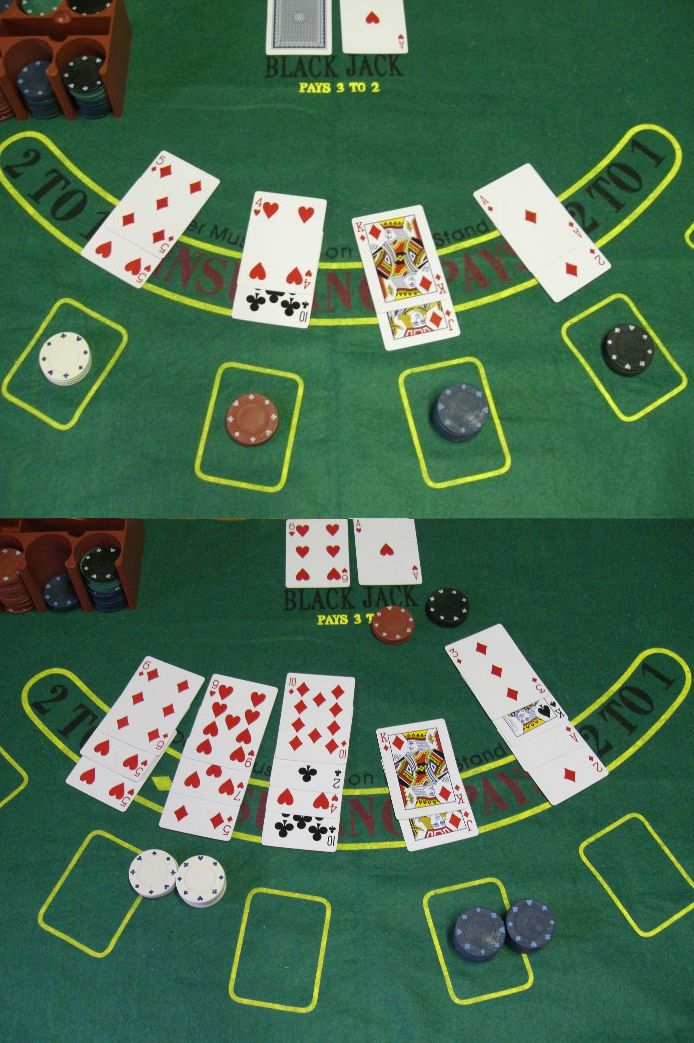
Cartas y apuesta en juego.

El blackjack, también llamado veintiuno, es un juego de cartas, propio de los casinos con una o más barajas inglesas de 52 cartas sin los comodines, que consiste en sumar un valor lo más próximo a 21 pero sin pasarse. En un casino cada jugador de la mesa juega únicamente contra el crupier, intentando conseguir una mejor jugada que este. El crupier está sujeto a reglas fijas que le impiden tomar decisiones sobre el juego. Por ejemplo, está obligado a pedir carta siempre que su puntuación sume 16 o menos, y obligado a plantarse si suma 17 o más. Las cartas numéricas suman su valor, las figuras suman 10 y el as vale 11 o 1, a elección del jugador. En el caso del crupier, los ases valen 11 mientras no se pase de 21, y 1 en caso contrario. La mejor jugada es conseguir 21 con solo dos cartas, esto es con un As más carta de valor 10. Esta jugada se conoce como Blackjack o 21 natural. Un blackjack gana sobre un 21 conseguido con más de dos cartas.
Se juega en una mesa semicircular con capacidad normalmente de 4 a 7 jugadores, cada uno de los cuales dispone de un casillero marcado en el tapete para realizar su apuesta antes de recibir las 2 cartas iniciales de cada mano. Esta apuesta debe ser realizada en cada mano, necesariamente antes de que se ponga en juego la primera carta.

## Historia
La veintiuna,  juego de origen desconocido, es el precursor del blackjack. La primera referencia escrita sobre este juego está contenida en la obra picaresca de Miguel de Cervantes, Rinconete y Cortadillo. En ella se presenta a dos fulleros que malviven en la ciudad española de Sevilla jugando a la veintiuna. El texto describe que el objetivo del juego es sumar veintiún puntos sin pasarse, y que el as vale uno u once puntos. Puesto que este cuento fue escrito entre 1601 y 1602, se deduce que se jugaba en Castilla a la veintiuna desde principios del siglo XVII o incluso antes. El juego en Estados Unidos, fue popularizado por los colonos franceses, quienes hacia 1820 se asentaron en el sureste del país en la ciudad de Nueva Orleans en donde el juego era legal. Hacia 1849, con la fiebre del oro, el juego se incorporó en los salones del oeste estadounidense, algunos casinos se inventaron una apuesta especial, el “black jack”, consistente en pagar a diez veces lo apostado por el jugador si se ganaba con la J (Jack) de trébol o picas (los palos negros), imponiéndose el nombre de la mano blackjack al del juego veintiuno. Ya en el siglo XX, en los casinos estadounidenses, el juego adquirió su actual formato en el que se incluyen premios especiales (bonus también llamados apuestas independientes).
En el blackjack actual, la ventaja del casino reside en que el jugador pide primero, teniendo la posibilidad de pasarse. En el caso de que se pase, automáticamente pierde la apuesta, eliminando la posibilidad de empate. Aunque el crupier se pasara también, el jugador ya habría perdido anteriormente, con lo que el casino ya habría cobrado la apuesta.
La ventaja para el casino queda reducida por la posibilidad que tiene el jugador de ver una de las cartas del crupier y tomar decisiones con respecto a ella. Así un jugador puede plantarse con 16 o menos, esperando que el crupier se pase, algo que no le está permitido al crupier. Igualmente puede duplicar la apuesta cuando crea que sus cartas son favorables con respecto a la carta visible del crupier, o puede desdoblar las cartas cuando tenga dos iguales y jugar por tanto varias manos contra el crupier en una mano que considere desfavorable para este. Con una estrategia de juego adecuada, se aumenta significamente las posibilidades de ganar al crupier. No obstante los estudios muestran que aun jugando siempre el jugador de la manera más favorable, el casino sigue teniendo una pequeña ventaja en cuanto a que el jugador se termine pasando o quede por debajo del crupier, perdiendo por tanto su apuesta.
Una técnica utilizada por algunos jugadores consiste en el recuento de cartas. La técnica más sencilla consiste en sumar +1 por cada carta baja (2 a 6) que llegue a la mesa, lo que beneficia al jugador para las siguientes rondas al haber más posibilidades de obtener cartas y puntuaciones altas, o restar -1 por cada As o carta con valor de 10 que llegue a la mesa, lo cual perjudica al jugador para las siguientes rondas. Las cartas intermedias (7 a 9) no suman ni restan. Cuando se está en puntuación positiva, hay más posibilidades de que el jugador obtenga una buena jugada, por lo que se puede apostar más fuerte. En cambio con puntuación negativa las posibilidades de obtener una buena mano son peores, por lo que las apuestas deberían ser menores.
Ha habido contadores de cartas muy hábiles, que obtuvieron grandes fortunas con esta técnica en los casinos, pero este juego es más beneficioso con juego en equipo que con juego individual. Aunque todos los jugadores en la mesa solo tienen competencia contra el crupier, la distribución de cartas puede ser suficientemente al azar e impredecible jugando solo contra el crupier. Ken Uston ha sido considerado por muchos expertos como el mejor punteador del juego de ventaja de la historia.
Los punteadores de cartas no están bien vistos en los casinos, y si el casino detecta, o simplemente sospecha que un jugador está contando, le invitarán a cambiar de juego, o sencillamente lo expulsarán del casino amparándose en el derecho de admisión.
Sin embargo este juego no dejará de ser determinista contra generadores de números, simulaciones computarizadas y barajadoras continuas porque es inevitable que el jugador tenga 55 manos iniciales posibles con dos cartas: 10 manos duras, 10 manos suaves, 10 pares, 10 manos con carta diez posibles, 553 combinaciones posibles versus carta visible del dealer, y el dealer siempre tendrá inevitablemente 10 cartas iniciales visibles por mano y 45 totales finales posibles por mano.

## El valor de las cartas
Como ya habrán deducido, el valor de las cartas en el Blackjack es muy importante debido a que debemos de saber en todo momento la suma de nuestra mano y la del crupier para saber que decisión tomar. Si no sabemos cuanto vale nuestra mano, nunca podremos aplicar una estrategia que nos permita ganar. Los valores que toman las cartas son los siguientes: de la carta dos(2) hasta la carta diez(10), el valor de la carta es su propio número. Las figuras valen diez(10). Los Ases pueden valer uno(1) u once(11) y será el jugador quien decida qué valor toman los Ases en cada momento de la partida.

## Desarrollo del juego
El crupier reparte dos cartas visibles a cada jugador. El valor del As es 11 o +1, las figuras valen 10, y las cartas numéricas su valor original. El valor del As puede cambiarse según la necesidad de no pasarse del número 21. Si a un jugador le sale un As junto con una carta de valor 10, obtiene blackjack automáticamente, ganando la apuesta salvo que el crupier obtenga también blackjack. Al terminar de repartir las dos primeras cartas a cada jugador, el crupier pondrá luego su primera carta boca arriba de manera que sea visible para el resto de jugadores, quienes podrán tomar sus decisiones en función de esa carta, mientras que el crupier tendrá una segunda carta boca abajo en espera de su turno. Cada jugador compite únicamente contra el crupier, siendo indiferente a las cartas que tengan el resto de los demás jugadores.
Cada jugador tiene la posibilidad de plantarse y quedarse con cualquier puntuación, o de pedir más cartas hasta alcanzar los 21 puntos. Alcanzar los 21 puntos con más de una carta extra no se considera blackjack, siendo por tanto esa jugada inferior al blackjack con dos cartas. Si al pedir una nueva carta se pasa de 21, el jugador pierde automáticamente la partida y sus cartas y apuesta serán retiradas por el crupier. Cuando todos los jugadores hayan pedido sus cartas, el crupier mostrará su segunda carta boca abajo y sacará más cartas si fuera necesario hasta sumar 17 o más puntos para alcanzar el número 21, momento en el que se plantará.
Entre el crupier y cada jugador, gana finalmente quién obtenga blackjack (As+10) o quien tenga la puntuación más alta sin pasarse de los 21 puntos, habiendo la posibilidad de empate y recuperar lo apostado.
| Valor de la mano | Probabilidad de pasarse pidiendo otra carta |
| ---------------- | ------------------------------------------- |
| 21               | 100 %                                       |
| 20               | 92 %                                        |
| 19               | 85 %                                        |
| 18               | 77 %                                        |
| 17               | 69 %                                        |
| 16               | 62 %                                        |
| 15               | 54 %                                        |
| 14               | 46 %                                        |
| 13               | 38 %                                        |
| 12               | 31 %                                        |
| 11 o menos       | 0 %                                         |

## Reglas de juego en los casinos
Según el casino en que se juegue, el blackjack puede tener distintas variantes. En general hay dos versiones de blackjack, el europeo y el americano. La diferencia entre ellos es que en el caso del estadounidense, el crupier, tras poner su primera carta visible, sacará su segunda carta que estará tapada, pero en el caso de que con la carta visible haya posibilidad de conseguir blackjack (un As o una carta de valor 10 visible), comprobará la segunda carta antes de continuar para ver si tiene blackjack. En el caso de tener blackjack, lo comunicará al momento finalizando la  mano, con lo que en caso de que continúe el juego por no tener blackjack, sabremos que no estamos jugando contra un blackjack del crupier. Sin embargo en el caso del blackjack europeo, la segunda carta del crupier no se saca hasta que todos los jugadores hayan jugado su mano, sacando su segunda carta al final. En este caso cabe la posibilidad de que tras aumentar nuestra apuesta, el crupier obtenga blackjack. Para el jugador, es más ventajoso el blackjack americano que el europeo.
El juego básico consta de una mesa con capacidad para hasta 7 jugadores, y un crupier, quien será el permanente oponente de los jugadores en representación del casino. Cada jugador tiene por derecho a una casilla donde recibirá dos cartas y podrá hacer la apuesta que le plazca, siempre y cuando se acople a los montos máximos y mínimos que tenga cada casino. En cada mesa encontrará los montos máximos y mínimos que se pueden jugar. Dependiendo del casino o incluso la mesa, se jugará con cartas barajadas manualmente por el crupier, jugando entre 4 a 8 barajas, usando un zapato del que sacará las cartas conforme avance el juego; o con cartas barajadas por una máquina automática donde la cantidad de barajas varía. Las reglas básicas de este juego están planteadas hace varios años, pero a medida que ha pasado el tiempo, han ido surgiendo ciertas modificaciones que hacen que jugar al blackjack sea cada vez sea un poco más complejo y requiera más atención.
Las reglas comunes son que normalmente el blackjack directo del jugador se paga 3 a 2, salvo que crupier también tenga blackjack y empate. Si la carta visible del crupier es un As, se ofrecerá la posibilidad a cada jugador de comprar un seguro por si el crupier tiene blackjack. El seguro consiste en poner la mitad de lo apostado inicialmente para cubrir la posible perdida. Si el crupier tuviera blackjack, recogerá todas las apuestas que no tuvieran blackjack y pagará los seguros a razón de 2 a 1, mientras que si no tiene blackjack, retirará el importe de los seguros. El caso del blackjack americano, también es habitual que si el jugador tiene blackjack y el crupier tiene un As visible, se le ofrezca la posibilidad de cobrar el blackjack con un 2 a 1 (en lugar del 3 a 2 habitual) como alternativa a la compra del seguro. Esta decisión la tiene que tomar antes de que el crupier compruebe si tiene blackjack, ya que en caso de que el crupier tuviera blackjack, habría un empate entre el crupier y el jugador y este último solo recuperaría su apuesta inicial sin ganancias. En general los expertos no recomiendan la compra del seguro, puesto que estadísticamente la posibilidad de que con un As visible el crupier tenga blackjack, es inferior a la posibilidad de que no lo tenga.
Un jugador tiene la posibilidad de duplicar su apuesta tras recibir sus dos primeras cartas, pero esto significa pedir obligatoriamente una nueva carta y plantarse tras esa carta sea cual sea la puntuación que tenga. En algunos casinos la posibilidad de doblar la apuesta está limitada a que el jugador tenga inicialmente 9, 10 u 11 puntos con las dos primeras cartas.
Cuando al jugador le salgan las dos primeras cartas del mismo valor, tiene opción a separar ambas cartas en dos apuestas diferentes, duplicando también la apuesta realizada. En este caso cada apuesta juega de manera separada contra el crupier. Si las cartas que se separan corresponden a dos ases, solo se le permitirá sacar una carta adicional en cada una de las dos apuestas separadas. En caso de que al separar la apuesta en dos cartas se consiguiera en alguna de ellas 21 puntos con solo dos cartas, en este caso no se considerará blackjack.

## Terminología
- Doblar: poniendo una apuesta adicional a la inicial, el crupier le sirve al jugador una sola carta sobre las dos iniciales. Cada casino del mundo tiene diferentes reglas para esta jugada; unos permiten doblar siempre, sean cuales sean las dos primeras cartas, otros sólo permiten doblar si las dos primeras cartas suman 9, 10 o incluso 11.
- Separar: si las dos primeras cartas son del mismo valor numérico, el jugador puede separarlas, poniendo una apuesta adicional. Sobre cada una de las cartas separadas se le sirve una más, constituyendo cada juego de dos cartas una jugada independiente. Si la segunda carta servida sobre cada jugada es igual a la primera, puede volver a separar esa jugada poniendo otra apuesta adicional, y así sucesivamente.
- Asegurar/seguro: jugada que consiste en apostar a que el crupier obtendrá Blackjack, cuando su primera carta es un As. No se puede apostar en esta jugada por encima de la mitad de la apuesta inicial. Si el crupier obtiene un Blackjack paga al jugador dos veces la apuesta del seguro. La estrategia básica dice que no se debe apostar al seguro, debido a las bajas probabilidades de ganarle al crupier.
- Rendirse: si considera que sus dos primeras cartas no serán capaces de vencer al crupier, rindiéndose solo le será cobrada al jugador la mitad de su apuesta inicial. Dicha regla no existe en muchos casinos del mundo, principalmente los países europeos.

Aunque las reglas varían sutilmente entre casinos, existen dos principales variantes del juego: el Blackjack americano y el europeo.<!R2> La diferencia reside en que mientras que en el Blackjack europeo el crupier se da tan sólo una carta descubierta antes de ceder el turno a los jugadores, en el americano se da dos cartas, la segunda tapada. En el caso de que la carta descubierta sea un As o una carta que valga 10 el crupier comprueba el valor de la carta tapada antes de pasar el turno, si ésta le permita hacer Blackjack, no pasa el turno a los jugadores, el crupier descubre la carta, los jugadores que tienen Blackjack empatan con el crupier, es decir no ganan pero tampoco pierden nada y los jugadores que no tienen Blackjack pierden su apuesta.
La diferencia en el reparto de cartas al crupier en las modalidades del Blackjack americano y el europeo afecta a la ventaja del casino. El casino tiene mayor ventaja en el Blackjack americano por varios motivos: cuando la carta descubierta del crupier señale que este puede conseguir Blackjack, comprobará el valor de la carta tapada, si tiene Blackjack el crupier no da turno a los jugadores y la partida se acaba, si no tiene Blackjack el crupier da turno a los jugadores que jugarán con la certeza de que el crupier no tiene la jugada máxima, información muy valiosa para saber si separar o doblar. En el Blackjack europeo los jugadores siempre juegan antes que el crupier desconociendo si el crupier conseguirá Blackjack o no, pudiendo doblar o separar; si el crupier consigue Blackjack los jugadores que doblaron o separaron perderán todas las apuestas realizadas. 
Por tanto, cuando se juega al Blackjack europeo y la carta del crupier muestra que hay posibilidades de que el crupier consiga Blackjack es recomendable no arriesgar doblando o separando. Otra ventaja del Blackjack americano para el jugador es la opción de cobrar dinero de empate con una mano Blackjack por lo mismo que se apostó, es decir cuando jugador tenga 21 natural y dealer tenga un As visible, el jugador puede cobrar 1:1 y no asegurar y el dealer no continúa con segunda carta lo cual no es beneficioso, es decir cobrar a razón de 1 a 1 y no a razón de 3 a 2. Cuando la carta descubierta del crupier es un As, en este caso, los jugadores con Blackjack podrán cobrarlo por una cantidad igual a la apostada antes de que el crupier compruebe el valor de la carta tapada.

## Pasos durante una partida de blackjack
Una partida de blackjack se inicia cuando el crupier comienza a repartir las cartas a los jugadores. Según la modalidad, serán repartida una o dos cartas a cada jugador. Recuerda que una de esas cartas se encuentra tapada. Acto seguido, puede darse el caso en el que la banca disponga de blackjack de salida, aunque si no es el caso, cada jugador decide su siguiente acción durante el turno de juego. 
A continuación, damos paso al turno de la banca, donde cada jugador debe mostrar la carta oculta o bien, recibir una nueva si el modo de juego es americano o europeo. Las propias reglas del blackjack obligan al crupier a pedir carta si tiene menos de 16 puntos y plantarse si cuenta con entre 17 y 21 puntos. Esto se conoce como "turno de la banca".
Finalmente, llega el turno de "pago", donde se acaba la mano. Si la banca no logra el blackjack, se paga 3 a 2 (2.5 unidades por cada apostada). Si la banca consigue el blackjack, el pago es 1 a 1. Si resulta en empate se anulan las apuestas y se devuelve lo apostado a cada jugador.

## Modalidades alternativas del Blackjack
Dentro del Blackjack existen distintos tipos de modalidades. Aunque la típica es la ya explicada aquí, hay distintas variedades que aportan riqueza al juego:
- Blackjack Multimano: A diferencia del Blackjack tradicional, el jugador puede jugar varias manos a la vez, hasta cinco.
- Blackjack español: Se juega con 6 u 8 mazos con 48 cartas cada uno, sacando los dieces, y tiene varias reglas específicas distintas de la versión tradicional.
- Blackjack de doble exposición: El crupier muestra sus dos cartas desde el inicio, dando esa ventaja al jugador.
- Blackjack Super Fun 21: Con la misma mecánica del blackjack clásico, pero con distintas opciones a la hora de plantarse, pedir, doblar e incluso apostar y recoger ganancias.